# Taeniotes inquinatus
Taeniotes inquinatus là một loài bọ cánh cứng trong họ Cerambycidae.